# Protesten in Thailand in 2020-2022
De protesten in Thailand in 2020-22 waren een reeks van protesten die gaande waren in Thailand van 2020 t/m 2022. De protesten waren gericht tegen de Thaise overheid van premier Prayut Chan-o-cha. Hij was ook de leider van de staatsgreep in 2014. De protesten begonnen toen de Future Forward Party werd ontbonden in februari 2020; protesten sprongen toen op rond universiteiten. Door de coronapandemie stopten de protesten voor enige tijd. De protesten begonnen weer op 18 juli bij het Democratie-monument in Bangkok. Naar dat protest kwamen ongeveer 2.500 mensen. De protesten kwamen tot een halt eind december 2020 doordat het aantal coronabesmettingen in Thailand steeg, de leiders van de protesten zeiden dat ze in 2021 weer verdergaan. In februari 2021 kwamen de protesten weer langzaam opgang. De grootte van de protesten in 2021 was flink kleiner dan in 2020 mede door COVID-19, maar wel gewelddadiger dan de protesten in 2021.

## Achtergrond
In 2014 werd een staatsgreep gepleegd door generaal Prayuth Chan-o-cha. Hij bleef voor 5 jaar aan de macht met een militaire junta. In 2019 werden voor het eerst in vijf jaar verkiezingen gehouden in Thailand, Prayuth Chan-o-cha werd gekozen tot premier met steun van de tweede partij Palang Pracharath Party, een partij die sterke banden had met de militaire junta. De verkiezingen werden beschouwd als onrechtmatig.
Op 21 februari 2020 werd de derde partij van het land, de Future Forward Party, ontbonden door het constitutioneel hof. De partij werd ontbonden door de constitutionele rechtbank vanwege een onwetmatige donatie die de partij kreeg van de leider, Thanathorn Juangroongruangkit. Het ontbinden van de partij wordt als een politiek motief gezien vanuit de rechtbank, waarna er rond universiteiten protesten ontstonden.

## Eisen
Er worden met name drie eisen gesteld. Op 18 juli 2020 werden deze tijdens een protest bekendgemaakt:
1. De regering moet aftreden.
2. Er moet een nieuwe grondwet komen.
3. Er moet een einde komen aan pesterijen van mensen die zich uitspreken tegen de regering.

Er zijn ook studenten die tien eisen stellen om tevens te komen tot een hervorming van de monarchie van koning Rama X. Deze houden onder meer in het inperken van de constitutionele bevoegdheden, het beheer over het financieel vermogen van het koninklijk hof en over de strijdkrachten, en geen inmenging meer in de politiek. De monarchie hoeft echter niet te worden afgeschaft. De eisen om de monarchie te hervormen zijn uniek. Er staat 15 jaar celstraf op het beledigen van de koning.

## Eerste golf van protesten (februari 2020)
De eerste golf van protesten begon nadat het constitutioneel hof de Future Forward Party, die vooral populair is bij jongeren, had ontbonden wegens een donatie die de partijleider had gedaan aan de partij. De protesten laaiden vooral op rond universiteiten en een paar middelbare scholen in Bangkok. Nadat de universiteiten en scholen sloten vanwege COVID-19 stopten de protesten.

## Tweede golf van protesten (juli 2020-december 2020)

### Juli
De tweede golf van de protesten begon op 18 juli 2020 bij het Democratie Monument in Bangkok. Zo’n 2.500 mensen kwamen erop af. Die dag werden ook de drie eisen bekendgemaakt.

### Augustus
Op 13 augustus werd de Thaise studentenactivist Parit 'Penguin' Chiwarak opgepakt voor het helpen organiseren van het protest. Op 15 augustus werd hij op borgtocht vrijgelaten.
Op 16 augustus was er een grote demonstratie tegen de regering. Zo’n 10.000 mensen waren daarbij aanwezig.
Op 19 augustus werd mensenrechtenadvocaat Anon Nampa gearresteerd nadat hij zich in een speech kritisch had uitgelaten naar de Thaise monarchie. Op 20 augustus werden nog vier andere activisten opgepakt die hadden deelgenomen aan het protest op 18 juli.
Op 28 augustus braken er ongeregeldheden uit bij een politiebureau in Bangkok. Demonstranten kwamen protesteren nadat protestleiders werden opgeroepen om zich bij de politie te melden. De demonstranten probeerden door stalen barricades heen te breken om dichter bij het politiebureau te komen. Uiteindelijk mochten ze dichter bij het politiebureau demonstreren.

### September
Op 5 september protesteerden zo’n 600 scholieren bij het ministerie van onderwijs in Bangkok. Ze willen meer vrijheid van meningsuiting op school en minder strikte regels voor uniformen en gedrag.

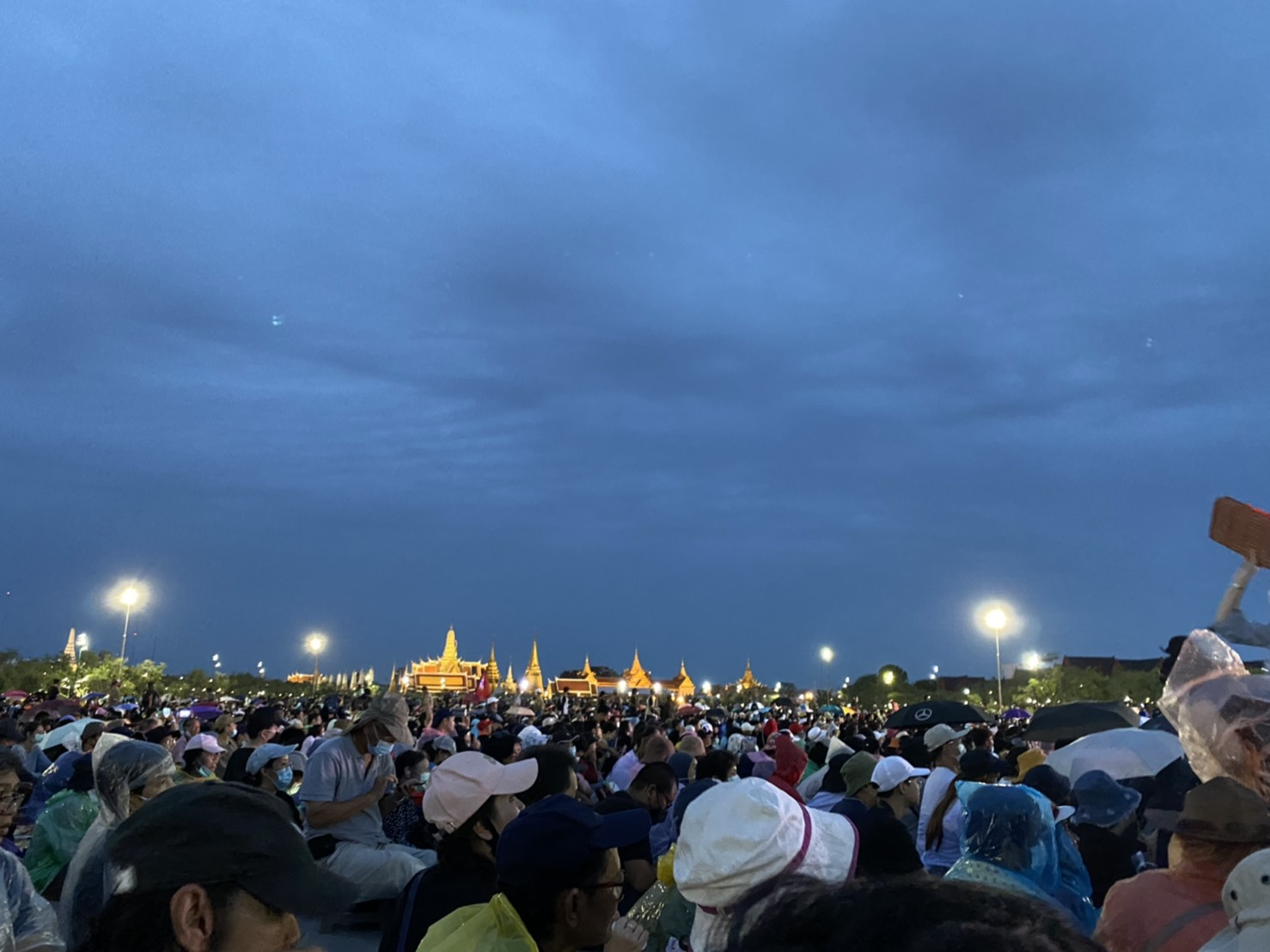
Demonstratie op 19 september

Zo’n 18.000 tot 50.000 demonstranten protesteerden op 19 september tegen de regering en de Thaise monarchie. De demonstratie begon aanvankelijk op de Thammasat universiteit in Bangkok maar na een tijdje begonnen demonstranten zich te verplaatsen naar Sanam Luang, ook wel het koninklijke plein genoemd dat naast het Koninklijk Paleis ligt. De politie verbood aanvankelijk om te demonstreren op het plein, maar de demonstranten wisten er uiteindelijk toch te komen. Het motto van de demonstratie was “Breng de macht terug bij het volk". Het was een van de grootste demonstraties ooit in Thailand. De volgende dag, op 20 september, installeerden de demonstranten een plakkaat dicht bij het Koninklijk Paleis. Duizenden demonstranten marcheerden om een brief met de eisen te geven aan de koning, uiteindelijk werd de brief aan de politie overhandigd.
Op 24 september werd de stemming over de grondwetsherziening uitgesteld door het Thaise parlement. Dat ging over het instellen van een commissie die onderzoek gaat doen naar hoe een grondwetswijziging in werking zou moeten gaan. Tijdens de stemming stonden meer dan duizend demonstranten buiten het parlement.

### Oktober
Op 13 oktober, op het jubileum van de dood van de voormalige Thaise koning Rama IX, waren er opstootjes tussen demonstranten en de politie. Demonstranten gooiden met blauwe verf naar de politie en riepen "Bevrijd onze vrienden". De politie arresteerde daarop 21 demonstranten, waaronder een protestleider en een zanger. De Thaise koning Rama X kwam terug uit Duitsland voor een bezoek aan Thailand voor de aangelegenheid. Hij kwam met een autocolonne langs de demonstranten die op dat moment drie vingers in de lucht staken: een symbool dat ook wordt gebruikt in de De Hongerspelen.
De volgende dag, op 14 oktober, was er een nieuwe demonstratie op het jubileum van de Thaise opstand in 1973, gepland bij het Democratiemonument in Bangkok. Daar kwamen tienduizenden anti-regeringsdemonstranten op af en enkele duizenden monarchisten hielden een tegendemonstratie. Er waren enkele opstootjes tussen beide groepen. De monarchisten waren aan het wachten op een autocolonne van de koning waarna zij weer vertrokken. Anti-regeringsdemonstranten bleven en vertraagden de autocolonne van koningin Suthida Tidjai, de demonstranten staken drie vingers in de lucht en zeiden "eruit". De pro-democratie demonstranten liepen vervolgens naar het kantoor van premier Prayuth Chan-Ocha, waarna de demonstranten het gebouw omsingelden. De volgende dag op 15 oktober vaardigden de Thaise overheid een nooddecreet uit waarin onder andere staat dat er niet meer dan vijf mensen bij elkaar mogen komen. De Thaise oproerpolitie dreef demonstranten uiteen die bij het kantoor van de premier wilden overnachten, daarbij werden twintig demonstranten opgepakt onder wie drie protestleiders. Later op de dag gingen ondanks het nooddecreet tienduizenden mensen de straat op.

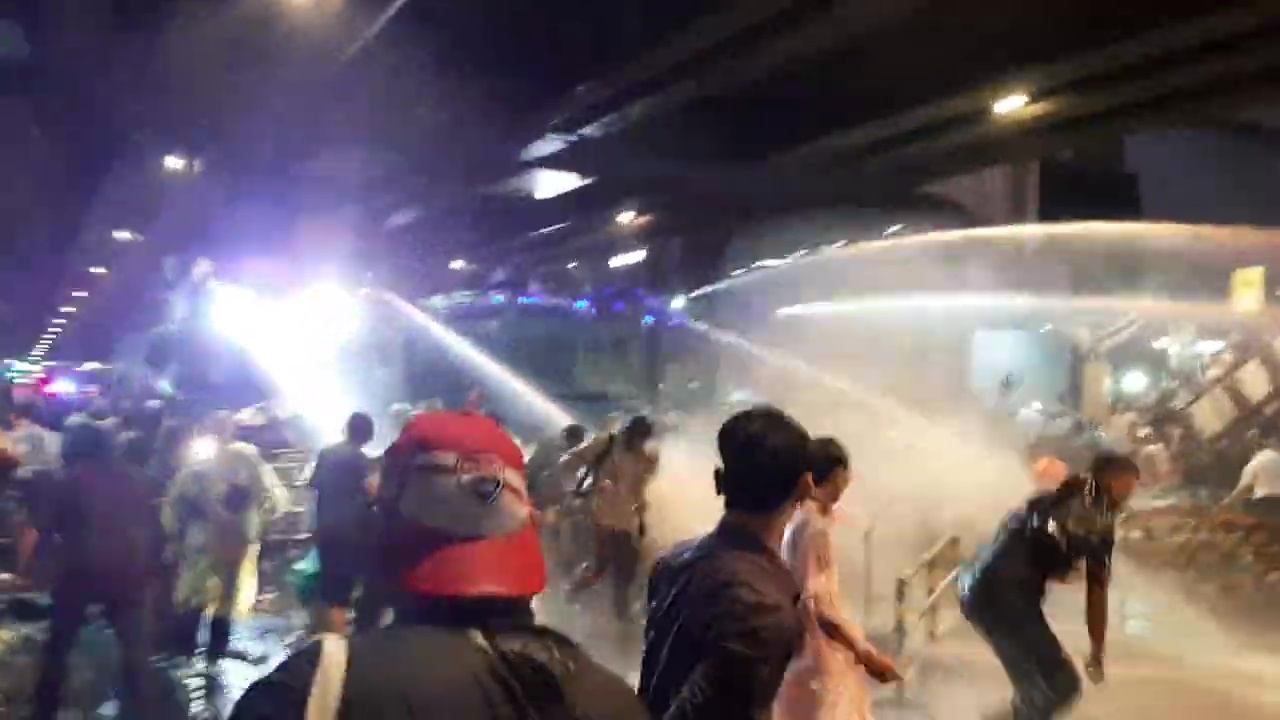
Politie gebruikt waterkanonnen tijdens de demonstratie op 16 oktober.

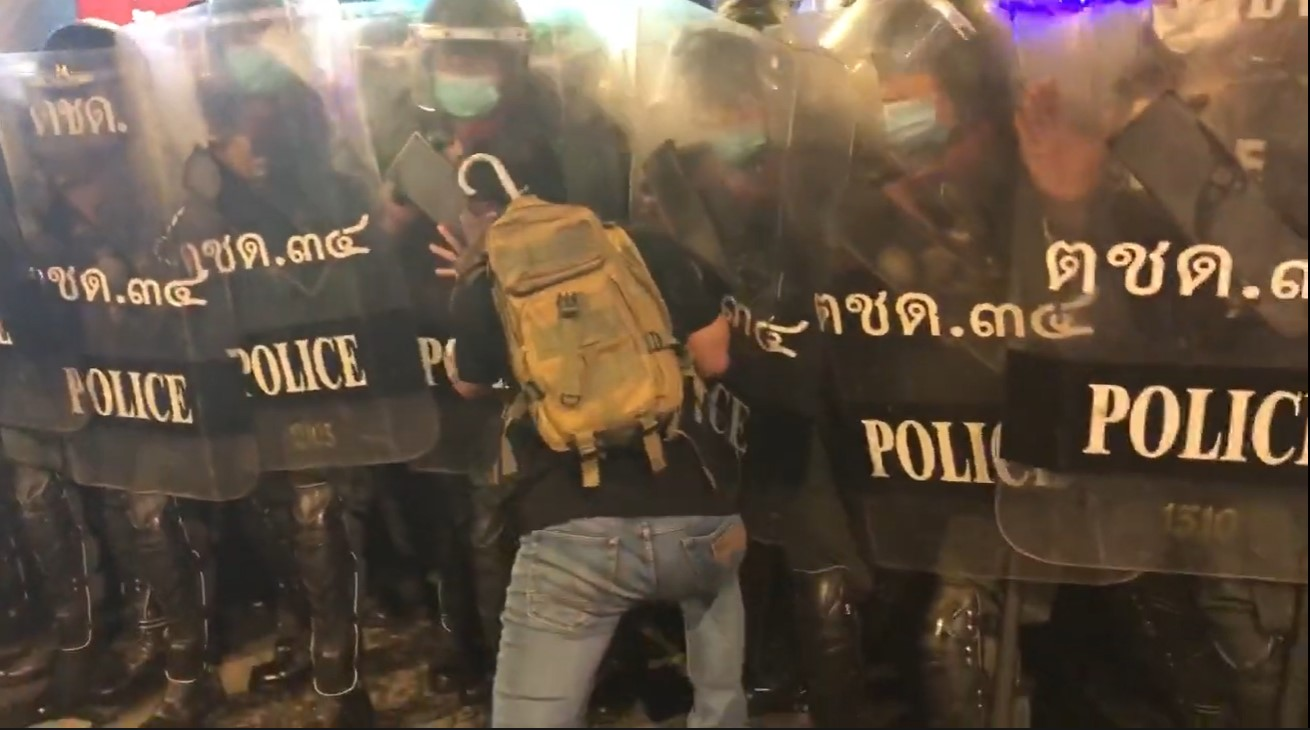
Demonstratie op 16 oktober

De volgende dag op 16 oktober zei de premier van Thailand dat hij niet zal aftreden en dat het nooddecreet 30 dagen van kracht zal zijn. De twee demonstranten Bunkueanun "Francis" Paothong en Ekachai Hongkangwan werden gearresteerd met de aanklacht dat zij een poging tot geweld hadden gedaan tegen de koningin, waar een levenslange gevangenisstraf op kan staan. De aanklacht kwam nadat demonstranten op 14 oktober de autocolonne van de koningin vertraagden. Dezelfde dag gingen er duizenden demonstranten de straat op. De oproerpolitie gebruikte waterkanonnen met een stekende vloeistof, waartegen de demonstranten zich beschermden met paraplu's. De demonstranten riepen "Eruit, Eruit" tegen de oproerpolitie. Één journalist werd opgepakt terwijl hij live uitzond. Het Hoog Commissariaat voor de Mensenrechten uiten zorgen over hoe de vreedzame demonstranten worden behandeld. Thaise oppositiepartijen veroordeelden het nooddecreet en hoe de overheid omgaat met het uiteendrijven van demonstranten.
Op 17 oktober demonstreerden tienduizenden demonstranten in Bangkok en in ten minste zes andere steden in Thailand. Er waren drie hoofddemonstraties en verschillende kleinere demonstraties in Bangkok doordat de overheid het openbaar vervoer in Bangkok plat legde. Twee demonstranten die waren gearresteerd op 16 oktober werden op borgtocht vrijgelaten nadat zij werden aangeklaagd voor poging tot geweld tegen de koningin. Protestleider Tattep Ruangprapaikitseree werd ook op borgtocht vrijgelaten nadat hij de dag ervoor was gearresteerd. Verschillende mensenrechtenorganisaties veroordeelden de Thaise overheid voor het oppakken van tientallen demonstranten en het gebruik van geweld door politie tegen vreedzame demonstranten.
Op 18 oktober vonden demonstraties plaats in minstens negentien Thaise provincies. De demonstranten namen bezit van het Victory Monument en Asok in Bangkok. Bij de demonstratie bij het Victory Monument protesteerden volgens de politie ten minste tienduizend mensen. Demonstranten riepen leuzen zoals "Weg met de dictatuur" en "Hervorm de monarchie". De Thaise premier Prayut Chan-ocha zei dat hij met de demonstranten wilde praten om een oplossing te vinden.
Op 19 oktober werd bekend dat de Thaise politie onderzoek zou doen naar vier Thaise mediaorganisaties (Prachatai, Voice TV, The Reporters en The Standard) en een protestgroep vanwege het mogelijk in strijd handelden met het nooddecreet dat op 15 oktober was afgekondigd. Daarin staat dat het brengen van nieuws en online-informatie die de nationale veiligheid in gevaar kunnen brengen verboden is. Documenten lekten uit waarin internetproviders werden verzocht om Telegram te blokkeren. Duizenden mensen demonstreerden in Bangkok. De premier zei dat hij een speciale parlementszitting over de situatie zou steunen. Negentien arrestanten kwamen op borgtocht vrij. Aan het eind van de dag hadden de demonstranten twee nieuwe eisen gesteld die binnen 24 uur beantwoord zouden moeten worden. De volgende dag waren er kleine protesten bij metrostations op het moment dat het volkslied werd afgespeeld.
Premier Prayut Chan-o-cha hield een televisietoespraak op 21 oktober waar in hij opriep tot het oplossen van de verschillen van beide kampen in het parlement. Verder zei hij dat hij het nooddecreet zou intrekken als er geen nieuwe geweldsincidenten zouden plaatsvinden. Op het moment dat de premier de toespraak gaf liepen duizenden demonstranten naar het kantoor van de premier waar zij een ontslagbrief indienden die de premier binnen drie dagen zou moeten ondertekenen. De volgende ochtend werd het nooddecreet ingetrokken.
Op 25 oktober demonstreerden duizenden mensen nadat de premier via Twitter had laten weten niet af te treden.
De volgende dag op 26 oktober was er een protestmars naar de Duitse ambassade in Bangkok. De Duitse minister van Buitenlandse Zaken zei dat het onacceptabel zou zijn als de Thaise koning Thaise politiek zou bedrijven in Duitsland, waar hij een groot deel van zijn tijd doorbrengt. Verder zei de Duitse minister dat ze verder zouden kijken naar het gedrag van de koning tijdens zijn verblijf in Duitsland.
Op 30 oktober werden drie demonstranten gearresteerd nadat ze dezelfde dag op borgtocht waren vrijgelaten. Een van hen moest naar het ziekenhuis nadat hij zich had verzet tegen de arrestatie.

### November
Op 1 november kwamen meer dan 10.000 monarchisten samen om steun te geven aan de Thaise koning en het Thaise koningshuis. Koning Rama X gaf daar voor het eerst commentaar op de protesten tegen een journalist van Channel 4 News, hij zei dat hij "van iedereen evenveel houdt" en hij zei dat Thailand "het land van compromissen" is.
Op 3 november blokkeerde de Thaise overheid Pornhub en 190 andere pornografische websites. Er kwam veel ophef over de ban.
Op 7 november was er een Pride Parade in Bangkok. Deze trok zo'n 1.000 mensen, waaronder mensen uit de lgbt-gemeenschap en anti-regeringsdemonstranten. Zij vroegen om gelijke rechten.
Op 8 november demonstreerden 7.000 tot meer dan 10.000 mensen in een demonstratie om brieven aan de koning te overhandigen, de demonstranten liepen van het Democratie Monument naar het Koninklijk Paleis. Bij het monument demonstreerden ook enkele monarchisten. De politie zette waterkanonnen in, ter waarschuwing aldus de politie. Op 10 november riep de premier op tot rust van alle groepen.
Op 14 november keerden duizenden anti-regeringsdemonstranten hun rug toe naar een autocolonne van de koning die op weg was om een nieuwe spoorweg de openen waar duizenden monarchisten op hem wachtten. Later op de dag verzamelden duizenden anti-regeringsdemonstranten bij het Democratie Monument in Bangkok waar zij het monument bedekten met een groot laken met leuzen gericht tegen de regering en de monarchie.
Op 17 november raakten 55 mensen gewond na opstootjes tussen anti-regeringsdemonstranten, monarchisten en de politie bij het parlement. Verscheidene mensen liepen schotwonden op, de politie ontkende te hebben geschoten en hebben gezegd het te onderzoeken. De politie gebruikte waterkanonnen en traangas nadat demonstranten probeerden door barricades te breken die de politie had opgeworpen. In het water van de waterkanonnen was een chemische vloeistof toegevoegd. De demonstranten beschermden zich met opblaasbare eenden en schilden tegen de waterkanonnen. Op het moment dat protesten buiten het parlement plaatsvonden werd in het parlement overwogen om te debatteren over een mogelijke grondwetswijzigingen. Na zes uur van demonstraties en opstootjes trok de politie zich terug en verlieten ze de waterkanonnen waarna demonstranten de wagens met graffiti bespoten.
Op 18 november demonstreerden meer dan 10.000 demonstranten bij het nationale politiebureau in Bangkok met opblaasbare eenden. Sommige demonstranten gooiden met glas en verf naar het gebouw dat gebarricadeerd was. De volgende dag erna zei de premier Prayut Chan-o-cha dat die alle mogelijke wetten zal gebruiken tegen de anti-regeringsdemonstranten.
Op 21 november protesteerden duizenden betogers op een protest dat was georganiseerd door middelbare scholieren van de Bad Student-groep. Twee leiders van de groep waren de dag ervoor opgepakt voor deelname aan een illegale demonstratie. De demonstranten eisten hervormingen in het onderwijs en de bredere eisen die worden gesteld.
Op 25 november demonstreerden 8.000 demonstranten buiten het hoofdkantoor van Siam Commercial Bank, de grootste bank van Thailand en waar de koning de grootste aandeelhouder van is. De demonstranten demonstreerden op die plek omdat ze de koning opriepen om los te laten van zijn fortuin die geschat is op tientallen miljarden. Er waren meerdere knallen gehoord en artsen meldden dat een man was neergeschoten. Eerder die dag waren twaalf protestleiders aangeklaagd wegens het beledigen van de koning - het is de eerste keer in drie jaar dat die wet is gebruikt.
Op 27 november demonstreerden duizenden demonstranten tegen staatsgrepen in Thailand nadat er geruchten de ronde deden van een mogelijke staatsgreep. Ze willen dat de huidige premier ontslag neemt maar niet dat hij wordt vervangen door een andere generaal. De premier en de Thaise generaal van het leger Narongpan Jittkaewtae ontkenden de geruchten. Demonstranten zijn van mening dat de monarchie tientallen jaren van militaire dominantie mogelijk hebben gemaakt.
Duizenden demonstranten liepen op 29 november naar een kazerne van het leger. De koning heeft zeggenschap over sommige militaire eenheden. De oproerpolitie stond voor het hek van de kazerne om de demonstranten tegen te houden.

### December
Op 5 december was er een ceremonie om de voormalige koning Rama IX te herdenken. Hier kwamen duizenden mensen op af om hem te eren.
Op 14 december maakte een protestleider duidelijk dat de protesten voor enige tijd zouden stoppen en in 2021 weer zouden worden hervat.

## Derde golf van protesten (februari 2021-april 2021)
Tijdens de lockdown stopten de protesten grotendeels, kleine acties en flashmobs gingen wel nog door. Verschillende rechtszaken tegen demonstranten gingen ook door. Een vrouw van 63 jaar kreeg op 26 januari een celstraf van 43 jaar, de hoogste celstraf die tot dan toe was opgelegd voor het schenden van de lese-majeste-wet.

### Februari
Op 10 februari werd het eerste protest van 2021 gehouden. Er werden vier demonstranten gearresteerd. Er waren enkele kleine schermutselingen tussen demonstranten en de politie.
Op 13 en 28 februari werden er protesten gehouden die in eerste instantie gemoedelijk verliepen, maar nadat de politie de betogers had opgeroepen te vertrekken en een deel van de demonstranten dit geweigerd had, liep het uit op opstootjes tussen de politie en de demonstranten, waarbij verschillende demonstranten werden opgepakt en gewond raakten. Ook enkele politiemensen raakten gewond.

### Maart
Op 20 maart demonstreerden zo'n 1000 pro-democratiedemonstranten. Er ontstonden schermutselingen tussen demonstranten en de politie nadat demonstranten door een afzetting van containers hadden weten te breken, waarna de politie ingreep met traangas, rubberen kogels en waterkanonnen. Meer dan dertig demonstranten en politiemensen raakten gewond en verschillende demonstranten werden opgepakt.

## Vierde golf van protesten (juni 2021-2022)
In juni en juli kwamen de protesten weer langzaam op gang.
In augustus waren er tien protesten die met geweld door de politie werden opgebroken, waarbij één jongen van 15 jaar werd neergeschoten. Hij overleed na twee maanden in coma te hebben gelegen. Hoe de overheid met COVID-19 omging, werd ook steeds meer een reden van de demonstranten om te protesteren.
Op 10 november oordeelde de constitutionele rechtbank dat de eis van de pro-democratiedemonstranten om de monarchie te hervormen tegen de grondwet was.
In 2022 stopten grootschalige protesten grotendeels, nadat meerdere activisten en demonstranten werden veroordeeld, aangeklaagd en werden lastiggevallen door de overheid.

## Reacties

### Monarchisten
Er werden meerdere tegendemonstraties door monarchisten gehouden. Zij zijn veelal gekleed in geel, de kleur van het koninklijk huis. Er waren meerdere opstootjes tussen monarchisten en anti-regeringsdemonstranten.
Twitter verwijderde meerdere accounts van monarchisten, nadat uit een Reuters-analyse was gebleken dat het leger een gecoördineerde pro-monarchiecampagne op Twitter had opgezet. Het leger gaf toe dat dat juist was, maar dat het een oefening betrof.

### Medestanders
Verschillende Thaise beroemdheden spraken zich uit als voorstander van de protesten, iets wat in Thailand ongebruikelijk is.
Twee Thaise nieuwswebsites meenden dat de premier moest opstappen.